# NW Весов
NW Весов (лат. NW Librae), HD 133332 — одиночная переменная звезда в созвездии Весов на расстоянии приблизительно 4028 световых лет (около 1235 парсеков) от Солнца. Видимая звёздная величина звезды — от +10,54m до +10,23m.

## Характеристики
NW Весов — красная углеродная пульсирующая медленная неправильная переменная звезда (LB) спектрального класса C4,4.